# Cladonota hoffmanni
Cladonota hoffmanni är en insektsart som beskrevs av Peláez. Cladonota hoffmanni ingår i släktet Cladonota och familjen hornstritar. Inga underarter finns listade i Catalogue of Life.